# La Voiture versée
La Voiture versée est une saynète en un acte de Georges Courteline représentée pour la première fois à Paris, au Carillon, le 2 décembre 1897.

## Distribution
- Un monsieur : Millanvoye
- M. Ledaim : Philippon
- Bernard : Arnoult
- Une dame : Lise Berty